# Pandemia de COVID-19 en Piura
Los primeros casos de la pandemia de COVID-19 en Piura, dos personas de entre 20 y 45 años provenientes de Europa y que residían en la ciudad de Piura, se conocieron el 15 de marzo de 2020, día que el gobierno declaró estado de emergencia nacional y cuarentena.
Actualmente, Piura es el cuarto departamento con más casos confirmados y el segundo con más muertes, según las cifras oficiales publicadas por el Ministerio de Salud.

## Cronología

### 2020: Brote inicial, crecimiento exponencial y primera ola

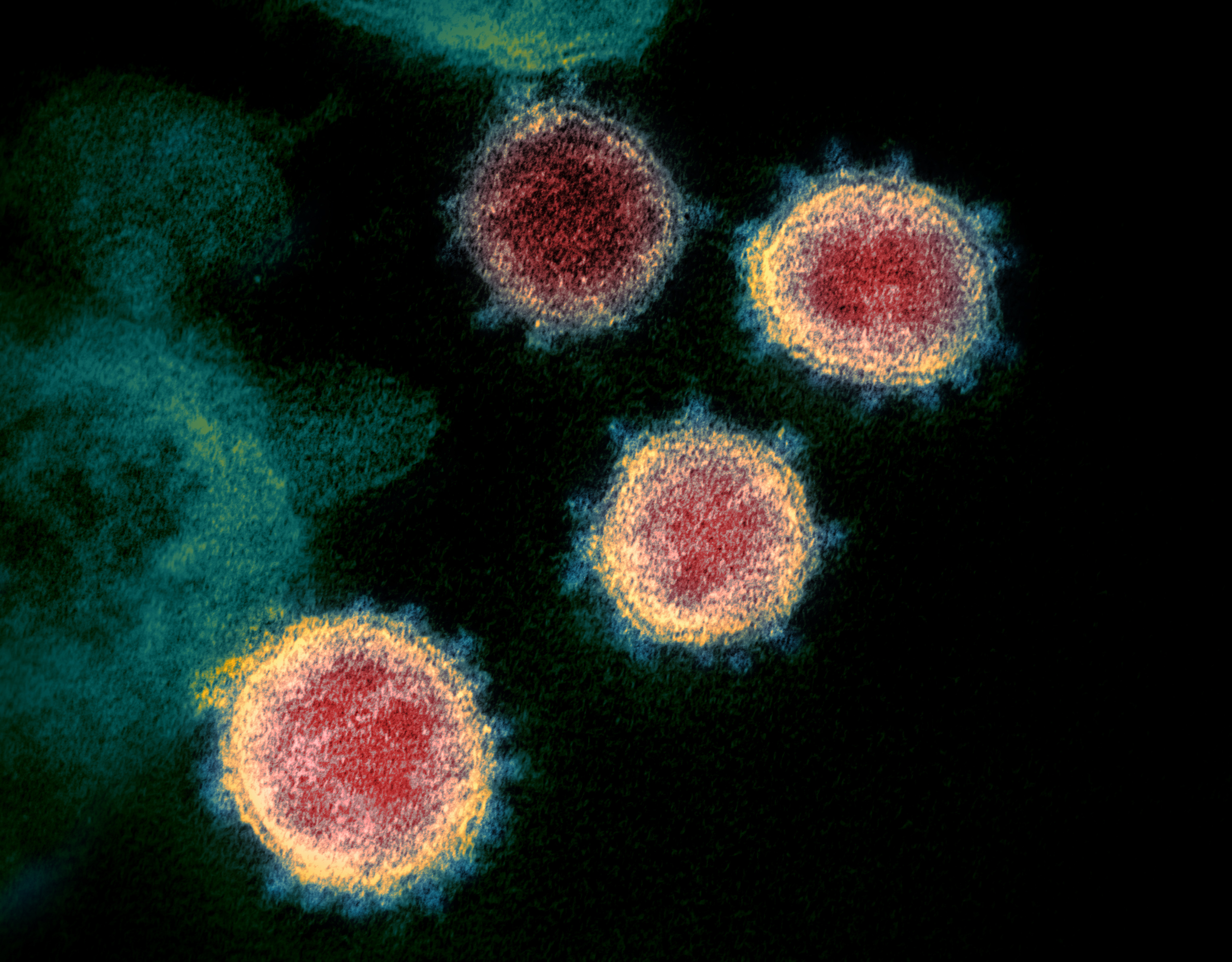
Imagen del SARS-CoV-2 captada a través de un microscopio electrónico de transmisión del Instituto Nacional de Alergias y Enfermedades Infecciosas.

Casos sospechosos
Primeros casos

## Contexto
El 15 de marzo, el Gobierno del Perú decretó «estado de emergencia» y «aislamiento social obligatorio» (cuarentena) a nivel nacional que regiría desde las 00:00 horas del 16 de marzo por un periodo de 15 días, incluyendo el «toque de queda» nocturno y dominical que fue establecida el 18 de marzo. Estas medidas fueron recurrentemente extendidas hasta en cinco oportunidades, llegando a ampliarse hasta finales de junio. El 26 de junio, el gobierno amplió nuevamente el estado de emergencia hasta el 31 de julio, pero esta vez la cuarentena general fue cambiada por un «aislamiento social focalizado» para menores de 14 y mayores de 65 años, sin embargo, el departamento de Piura fue excluido del aislamiento social obligatorio.

## Estadísticas

### Mapas
|                                          |
| Casos confirmados por provincia (MINSA). |

|                                            |
| Muertos confirmados por provincia (MINSA). |

|                                               |
| Casos por 100 000 hab. por provincia (MINSA). |

|                                                |
| Muertos por 100 000 hab. por provincia (MINSA) |

### Por provincia
| Provincia        | Casos  |
| ---------------- | ------ |
| Ayabaca          | 3384   |
| En Investigación | 3583   |
| Huancabamba      | 1363   |
| Morropón         | 4353   |
| Paita            | 8090   |
| Piura            | 45 457 |
| Sechura          | 2916   |
| Sullana          | 19 125 |
| Talara           | 6140   |
| Total            | 94 411 |

#### Progreso diario de los casos
Progreso diario de los casos, con media móvil de siete días.